# Conminiano
Conminiano (Comminianus) fue un escritor romano del siglo IV. Algunos fragmentos de su obra fueron reproducidos por Carisio en su Ars Grammatica y por eso se conocen ya que su trabajo se ha perdido. Es el último autor mencionado en la lista de autores latinos de Alcuino en la biblioteca de la catedral de York.